# Mark Burke
Mark Burke (nacido el 12 de febrero de 1969) es un exfutbolista inglés que se desempeñaba como centrocampista.
Jugó para clubes como el Aston Villa, Middlesbrough, Wolverhampton Wanderers, Fortuna Sittard, Omiya Ardija, Rapid Bucarest, IF Brommapojkarna y FC Oss.

## Trayectoria

### Clubes
| Club                    | País         | Año         |
| ----------------------- | ------------ | ----------- |
| Aston Villa             | Inglaterra   | 1987        |
| Middlesbrough           | Inglaterra   | 1987 - 1991 |
| Darlington              | Inglaterra   | 1990        |
| Wolverhampton Wanderers | Inglaterra   | 1991 - 1994 |
| Luton Town              | Inglaterra   | 1994        |
| Port Vale               | Inglaterra   | 1994 - 1995 |
| Fortuna Sittard         | Países Bajos | 1995 - 1999 |
| Omiya Ardija            | Japón        | 1999 - 2000 |
| Rapid Bucarest          | Rumania      | 2001        |
| IF Brommapojkarna       | Suecia       | 2001        |
| FC Oss                  | Países Bajos | 2001 - 2002 |